# Koziatyn
Koziatyn (em ucraniano:  Козятин; em polonês/polaco:  Koziatyn) é uma cidade da Ucrânia, situada no Oblast de Vinnytsia. Tem 20,1 km² de área e sua população em 2020 foi estimada em 22.951 habitantes.